# Левенуэрт (Вашингтон)
Левенуэрт (англ. Leavenworth) — город в округе Шелан, штат Вашингтон, США. Население составляло 2263 человек по переписи 2020 года. Весь центр города смоделирован по образцу немецкой баварской деревни в рамках гражданской инициативы, начатой в 1960-х годах, с помощью «датского» калифорнийского города Солванг. Город является крупным, всесезонным туристическим центром с фестивалями почти каждый месяц и множеством мероприятий круглый год. Через город проходит шоссе US 2.

## История
Строительство Великой Северной железной дороги через каньон Тумуотер в 1892 году привело поселенцев в город, который был назван Левенуэрт. Лафайет Ламб прибыл в 1903 году из Клинтона, штат Айова, чтобы построить вторую по величине лесопилку в штате Вашингтон.
Левенуэрт был официально инкорпорирован 5 сентября 1906 года. Будучи небольшим лесным посёлком, в начале 1900-х годов он стал региональным отделением Великой Северной железной дороги. В 1925 году железная дорога переехала в город Уэнатчи, что значительно повлияло на экономику Левенуэрта. Население города сокращалось вплоть до 1950-х годов по мере закрытия лесопильных заводов и переезда магазинов.
Город рассматривал туризм и отдых как основную отрасль экономики уже в 1929 году, когда был открыт лыжный трамплин. В 1962 году в сотрудничестве с Университетом штата Вашингтон был создан комитет Project LIFE (Leavenworth Improvement For Everyone) для изучения стратегий возрождения испытывающего трудности городка лесорубов. Идея тематического городка была придумана двумя бизнесменами из Сиэтла, Тедом Прайсом и Бобом Роджерсом, которые в 1960 году купили неработающее кафе на шоссе US 2. Прайс был председателем подкомитета по туризму проекта LIFE, и в 1965 году они организовали поездку в датский тематический городок Солванг, штат Калифорния, чтобы заручиться поддержкой этой идеи. Первым зданием, переделанным в баварском стиле, стал отель «Чикамин», который владелец ЛаВерн Петерсон переименовал в «Эдельвейс» в честь государственного цветка Баварии.

## География
По данным Бюро переписи населения США, общая площадь города составляет 1,25 кв. мили, из которых 1,23 кв. мили — суша и 0,02 кв. мили — вода.

## Демография
По данным переписи населения 2020 года, в городе проживало 2 263 человек на 1 117 домохозяйств. В городе насчитывалось 1 240 единиц жилья, из которых 958 были заняты.

## Культура
Начиная с 1960-х годов Левенуэрт был оформлен в альпийско-немецком стиле: большинство зданий были построены по образцу баварских поселений и имели стереотипные шрифты и названия. Однако в городе сохранились широкие улицы и просторные парковки, что нетипично для Баварии. Баваризация города пошла на убыль к 1990-м годам, но была возрождена благодаря проведению ежегодных мероприятий, включая проводившийся с 1998 года Октоберфест. Октоберфест был отменён в 2020 и 2021 годах из-за пандемии COVID-19, а в 2022 году его перенесли в Уэнатчи. Превращение Левенуэрта в тематический город было вдохновлено и поддержано аналогичным «датским» городом Солванг в штате Калифорния. Позже вашингтонский город Уинтроп последовал примеру Левенуэрта и переоформился в тематику вестерна.
В Левенуэрте находится Музей щелкунчиков Левенуэрта, который был открыт в 1995 году и содержит более 5 000 щелкунчиков от доисторических до современных. В Левенуэрте ежегодно проводился праздник Октоберфест.
В ноябре 2007 года съёмочная группа программы «Доброе утро, Америка» отправилась в Левенуэрт для участия в программе «Holiday Gifts for the Globe», где помогла установить городское освещение к рождественскому празднику. Левенуэрт был признан «Самым праздничным городом США» компанией A&E Network.

## Инфраструктура

### Транспорт
Левенуэрт расположен на трассе US 2, которая проходит на запад через перевал Стивенс Пасс в округ Снохомиш и на восток в направлении Уэнатчи. Шоссе Чамстик, ранее носившее название State Route 209, идёт на север от Левенуэрта до Плейна и парка Лейк-Уэнатчи.
Город обслуживается поездом Empire Builder компании Amtrak, который ежедневно останавливается на станции Айсикл недалеко от центра города. Компания Link Transit предоставляет услуги местного и междугороднего общественного транспорта, который соединяет Левенуэрт с Уэнатчи, а также местный паратранзит и шаттл в центре города. В городе также есть несколько частных таксомоторных компаний и операторов междугородних автобусов, включая остановки Northwestern Trailways и Amtrak Thruway Motorcoach.